# Melocactus lanssensianus

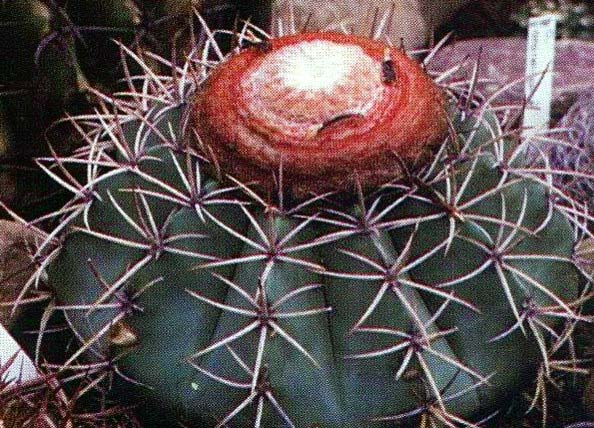
Holotypus

Melocactus lanssensianus ist eine Pflanzenart aus der Gattung Melocactus in der Familie der Kakteengewächse (Cactaceae). Das Artepitheton ehrt den belgischen Kakteenkenner Etienne Lanssens.

## Beschreibung
Melocactus lanssensianus wächst mit graugrünen, niedergedrückt kugelförmigen Körpern, die Wuchshöhen von bis 8 Zentimetern und Durchmesser von bis 14 Zentimetern erreichen. Es sind meist 12 scharfkantige Rippen vorhanden. Die kräftigen Dornen sind mehr oder weniger rosagrau bis bräunlich bis gelblich. Der einzelne Mitteldornen ist aufwärts gebogen und 3 bis 3,5 Zentimeter lang. Die 7 bis 11 zurückgebogenen Randdornen erreichen Längen von 3,5 bis 4 Zentimetern. Das aus hellroten bis lachsfarbenen Borsten gebildete Cephalium wird bis 2,5 Zentimeter hoch und erreicht einen Durchmesser von 7 Zentimetern.
Die Blüten sind cleistogam, das heißt, sie bleiben geschlossen und sind selbstfertil. Die Früchte sind rosafarben und bis 1,7 Zentimeter lang.

## Verbreitung, Systematik und Gefährdung
Melocactus lanssensianus ist im Südosten des brasilianischen Bundesstaates Pernambuco, ausschließlich auf Granitgestein, verbreitet.
Die ersten Pflanzen wurden 1977 von Leopoldo Horst bei Caetés entdeckt und einige Pflanzen in die Gärtnerei Uebelmann in die Schweiz gesandt. Die Erstbeschreibung erfolgte 1986 durch Pierre Josef Braun.
In der Roten Liste gefährdeter Arten der IUCN von 2002 wurde die Art als „Data Deficient (DD)“, d. h. mit keinen ausreichenden Daten geführt. Im Jahr 2013 wird die Art als „Endangered (EN)“, d. h. als stark gefährdet geführt.

## Nachweise